# 島根 (さいたま市)
島根（しまね）は、埼玉県さいたま市西区の大字。郵便番号は331-0054。

## 地理
さいたま市西区、旧大宮市域の南西の沖積平野（荒川低地）に位置する。地区の北東部に古入間川の自然堤防がある。また地区の東境を鴨川が南北に流下し、島根橋が架けられている。地区の東側を桜区白鍬、南側を桜区在家、西側を桜区および西区の昭和、北側を三条町や植田谷本と接する。北東部は大宮区三橋四丁目とも僅かに接する。周囲に鉄道駅はなく、大宮駅にはバスで30分程度かかるため、開発はあまり行われておらず、人口の集まる地区の東部も農地と古くからの住居がまばらにある。
地区西部の荒川堤防付近の大久保条里の面影を残す地区は人家もなく、整然と耕地整理された田圃が広がっている。

### 小字
- 東[5]、道下、宮前、後、前、西、渋の谷、八貫野

## 歴史
もとは江戸期より存在した武蔵国足立郡植田谷領に属する島根村で、古くは水判土荘に属していたと云われている。さらに古くは室町期より見出せる島根村であった。811年（弘仁2年）創建の氷川社（島根氷川神社）には1643年（寛永19年）に朱印状より社領15石が拝領されていた。村高は『武蔵田園簿』では530石余（田53町余、畑17町余）、『元禄郷帳』では549石余、『天保郷帳』では599石余。助郷は中山道大宮宿に出役していたが、正徳・安永年間は日光御成街道大門宿にも出役していた。化政期の戸数は67軒で、村の規模は東西12町余、南北5町余であった。地名は「シマ」とは低湿地の中のやや高い場所を意味し、後背湿地の中の小高い自然堤防上に集落を成していることによるものと云う。
- はじめは幕府領で、寛永年間（1624年〜1645年）に一時的に川越藩領となる時期があった。正保年間（1645年〜1648年）より知行は旗本朝岡氏となる[7]。なお、検地は1631年（寛永8年）に実施[6]。
- 1689年（元禄2年）より再び幕府領となる。幕府領の一部が1697年（元禄10年）より旗本荒川氏の知行となり、1699年（元禄12年）より旗本小笠原氏となる[7]。荒川沿いに幕府領の八貫野新田があり、その検地は1731年（享保16年）に実施。
- 1828年（文政11年）より大宮宿寄場55か村組合に所属していた[7]。
- 幕末の時点では足立郡に属し、明治初年の『旧高旧領取調帳』の記載によると、幕府領（代官・大竹左馬太郎支配所）、氷川社領、および旗本2氏（荒川五三郎、小笠原晴一郎）の相給による知行であった[8][7]。
- 1868年（慶応4年）6月19日 - 幕府領が武蔵知県事・山田政則（忍藩士）の管轄となる。
- 1869年（明治2年） 
  - 1月13日 - 武蔵知県事・宮原忠英の管轄区域に大宮県を設置、同県の管轄となる。県庁は東京府馬喰町に置かれる。
  - 9月29日 - 県庁が浦和に置かれ浦和県に改称。
  - 12月2日 - 旗本領が上知され、浦和県の管轄となる（府藩県三治制も参照）。
- 1871年（明治4年）11月13日 - 第1次府県統合により埼玉県の管轄となる。
- 1879年（明治12年）3月17日 - 郡区町村編制法により成立した北足立郡に属す。郡役所は浦和宿に設置。
- 1889年（明治22年）4月1日 - 町村制施行に伴い、島根村は北足立郡植田谷本村・水判土村・佐知川村・中野林村・飯田村・三条町村と合併し、植水村となる。島根村は植水村の大字島根となる[7]。
- 1955年（昭和30年）1月1日 - 植水村が指扇村・馬宮村・片柳村・春岡村・七里村とともに大宮市に編入される[9]。大宮市の大字となる。
- 1969年（昭和44年）10月1日 - 浦和市大字在家、宿、五関の各一部と大宮市島根の一部から浦和市昭和が成立[10]。また、浦和市在家・宿・五関の各一部が大宮市へ編入される。
- 1970年（昭和45年）7月1日 – 大宮市大字島根の一部、前年編入された浦和市大字在家、宿、五関の各一部から大宮市昭和が成立。
- 2001年（平成13年）5月1日 - 浦和市、大宮市、与野市が合併しさいたま市となり、さいたま市の大字となる。
- 2003年（平成15年）4月1日 - さいたま市が政令指定都市に移行し、さいたま市西区の大字となる。
- 2009年（平成21年）3月 - 地内にさいたま市民医療センターが開設される。

## 世帯数と人口
2017年（平成29年）9月1日現在の世帯数と人口は以下の通りである。
| 大字 | 世帯数  | 人口    |
| ---- | ------- | ------- |
| 島根 | 208世帯 | 1,154人 |

## 小・中学校の学区
市立小・中学校に通う場合、学区（校区）は以下の通りとなる。
| 番地 | 小学校                 | 中学校                 |
| ---- | ---------------------- | ---------------------- |
| 全域 | さいたま市立植水小学校 | さいたま市立植水中学校 |

## 交通
町域内に鉄道は敷設されていない。

### 道路
- 埼玉県道57号さいたま鴻巣線

### 路線バス
- 西武バス - 大宮営業所管轄

## 施設
- さいたま市民医療センター
- 与野中央病院
- 曹洞宗東光院 - 市指定文化財の1570年（永禄13年）建立の五輪塔が二基ある[4][12]。
- 島根氷川神社
- 稲荷神社
- 島根公園